# Eritema fisso da farmaco
Per eritema fisso da farmaco in campo medico, si intende una forma di eritema che si sviluppa ad ogni somministrazione di un dato farmaco. 

## Epidemiologia
L'anomalia cutanea si sviluppa principalmente nei soggetti di etnia nera. Per quanto riguarda la localizzazione si osserva maggiormente sugli arti, sulle mani e sui piedi.

## Sintomatologia
Fra i sintomi e i segni clinici si mostrano rossore, bolle e ipermelanosi. Continuando ad evolversi con edemi, la pelle si desquama.

## Eziologia
In letteratura molti sono stati i farmaci comprovati per tale effetto: chinina, tetraciclina, fenazone, barbiturici, clordiazepossido, sulfonamidi. Inoltre anche il dentifricio può mostrare tale manifestazione.

## Terapie
Cessare la somministrazione del farmaco, anche se si sono visti casi in cui, a lungo andare, la pelle si è abituata alla sostanza.